# Dicrotendipes cumberlandensis
Dicrotendipes cumberlandensis är en tvåvingeart som beskrevs av Epler 1988. Dicrotendipes cumberlandensis ingår i släktet Dicrotendipes och familjen fjädermyggor. Inga underarter finns listade i Catalogue of Life.